# Hermann Zapf

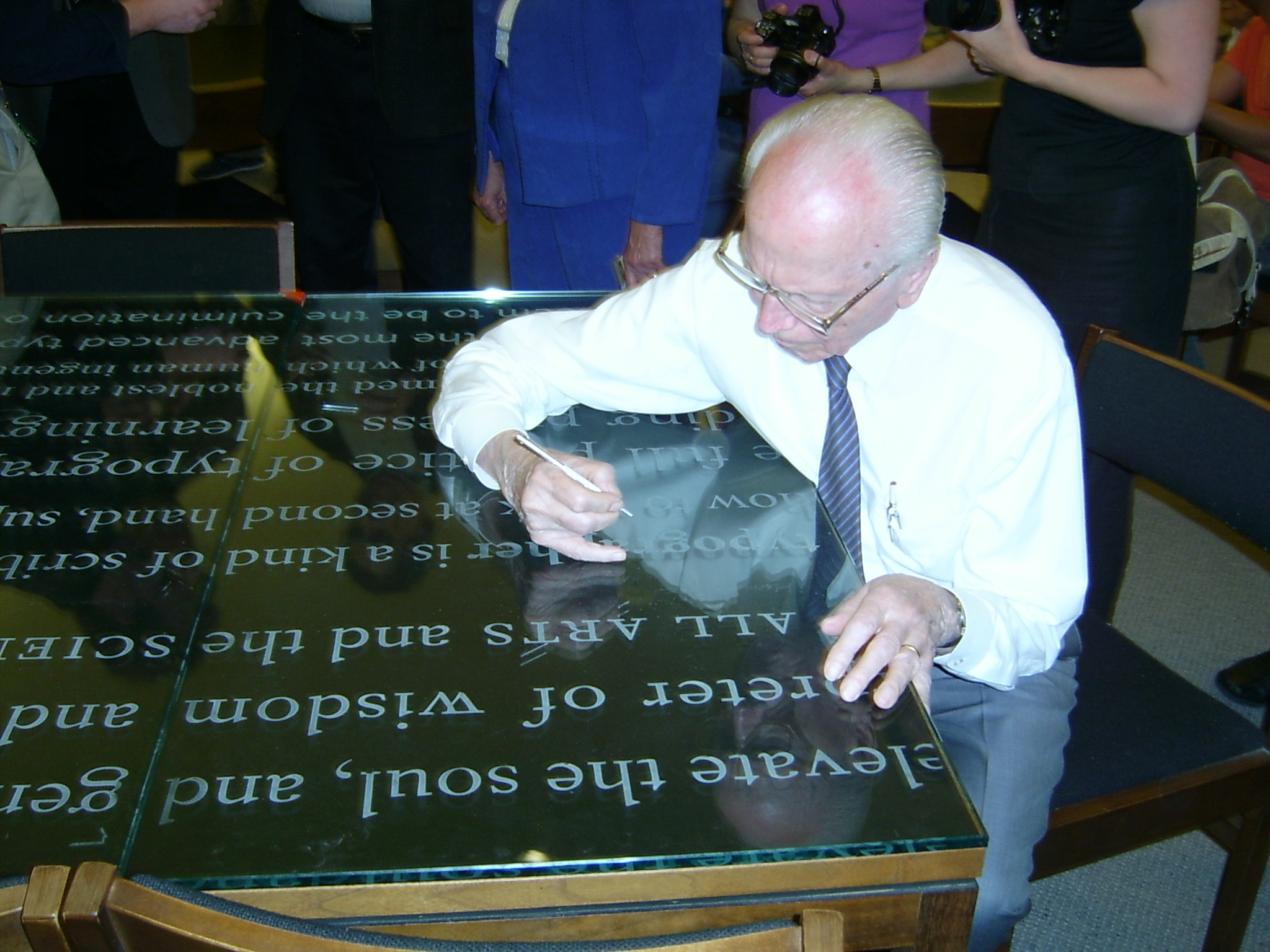
Hermann Zapf (2007)

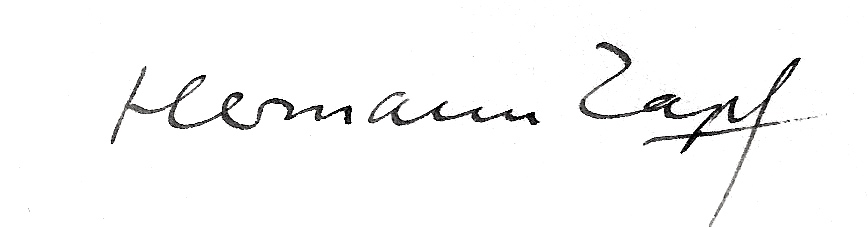
Hermann Zapf. Signatur 1958

Hermann Zapf (* 8. November 1918 in Nürnberg; † 4. Juni 2015 in Darmstadt) war ein deutscher Typograf, der als Designer für Buch- und Schriftgrafik vor allem als Schriftdesigner und Kalligraf tätig war. Er war zudem Autor und Lehrer.

## Leben und Wirken
Hermann Zapf, Sohn des gleichnamigen Werkmeisters und dessen Ehefrau Magdalena Zapf, geborene Schlampp, war evangelisch und besuchte die Allgemeinbildende Schule in Nürnberg. Sein Kindheitswunsch, Elektroingenieur zu werden, wurde für den Sohn eines aktiven Gewerkschafters durch das NS-Regime in Deutschland verhindert, da der Vater durch das Verbot der freien Gewerkschaften am 2. Mai 1933 arbeitslos wurde. 1934 begann er deshalb eine Lehre als Positiv-Retuscheur. Noch während seiner Lehrzeit kam er durch eine Ausstellung und das Buch Das Schreiben als Kunstfertigkeit mit dem Leben und Wirken des deutschen Schriftschöpfers Rudolf Koch in Berührung. Das regte sein Interesse so stark an, dass er begann sich autodidaktisch mit den Anforderungen und Themen der künstlerischen Schriftentwicklung zu beschäftigen. Nach dem Abschluss seiner Lehrzeit als Retuscheur 1938, bei der er seine Leidenschaft für die Kalligrafie noch weiter vertieft hatte, zog Zapf nach Frankfurt am Main, wo er sich als Schriftgrafiker und Kalligraf betätigte. Im selben Jahr entwarf er auch seine erste Type, Gilgengart, für seinen späteren Arbeitgeber, die Schriftgießerei D. Stempel AG.
Seine berufliche Laufbahn begann er in dem Schrift- und Notenstudio „Haus zum Fürsteneck“ bei Paul Koch (* 1906). Bereits in dieser Zeit erledigte er nebenberuflich einzelne Aufträge als Schrift- und Buchdesigner. Durch die Zusammenarbeit mit der Firma D. Stempel AG erlernte er zusätzlich die Kunst des Stempelschneidens. Im Jahre 1939 begann er mit den Arbeiten an seinem Kalligrafiebuch Feder und Stichel.
Am 1. April 1939 wurde er zum Reichsarbeitsdienst eingezogen, um die Siegfriedlinie gegen Frankreich zu verstärken. Die harte Arbeit nicht gewohnt, bekam er bald Herzprobleme und wurde in den Innendienst versetzt, um dort Lagerprotokolle in Kurrentschrift zu schreiben. Während des Zweiten Weltkrieges wurde Anfang September 1939 seine gesamte Arbeitsgruppe zur Wehrmacht eingezogen, nur Zapf jedoch wegen seiner Herzprobleme abgelehnt. 1941 wurde er dennoch zur Wehrmacht eingezogen. Wegen seiner gesundheitlichen Probleme wurde er einer kartografischen Einheit zugeteilt und als Kartenzeichner nach Bordeaux geschickt, um dort geheime Karten von Spanien, speziell des Bahnnetzes, zu zeichnen. Gegen Kriegsende kam er in französische Kriegsgefangenschaft, wurde dort jedoch gut behandelt und wegen seiner angeschlagenen Gesundheit vier Wochen nach Kriegsende in seinen Wohnort Nürnberg entlassen.

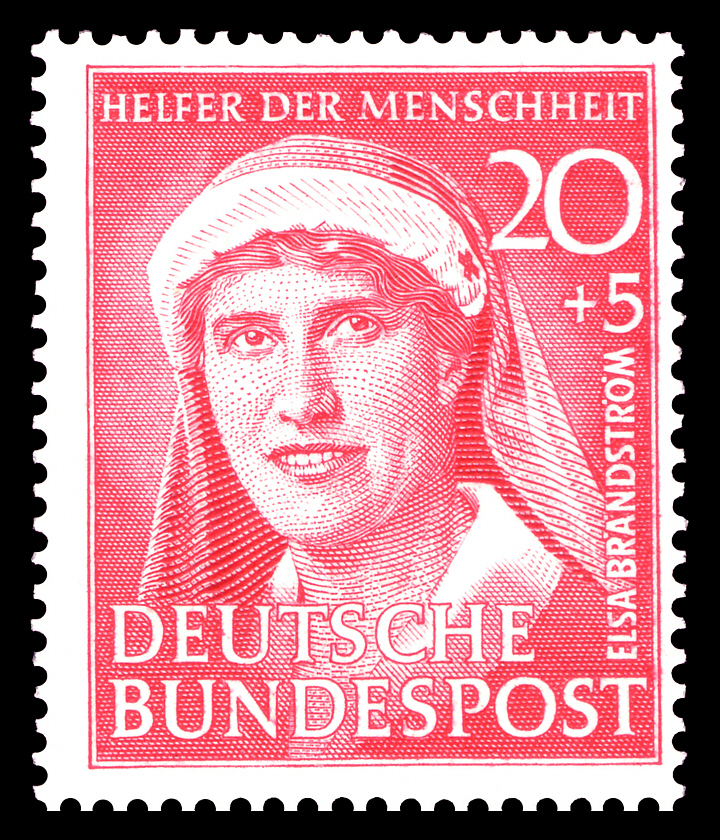
Briefmarke der Serie Helfer der Menschheit von 1951

In Nürnberg wurde er zunächst wieder freiberuflich in seinem Fachgebiet tätig. Da ihm die D. Stempel AG eine Stellung angeboten hatte, ging Zapf 1947 erneut nach Frankfurt am Main und war dort von 1947 bis 1956 künstlerischer Leiter der Schriftgießerei. Von 1948 bis 1950 war er auch nebenberuflich als Lehrer für Schrift (Dozent für Typografie) an der damaligen Werkkunstschule, der heutigen Hochschule für Gestaltung (HfG), in Offenbach am Main aktiv. In dieser Zeit entwarf Zapf von 1951 bis 1954 auch zwölf Briefmarken für die Deutsche Bundespost.
Zusätzlich war Hermann Zapf als Grafiker im Buchdesign für verschiedene Verlagshäuser wie Suhrkamp, Insel (auch Insel-Bücherei), die Büchergilde Gutenberg oder den Carl Hanser Verlag tätig. Aus Prinzip arbeitete er jedoch nie für Werbeagenturen. Eine weitere wichtige Betätigung war die des Schriftentwerfers; es entstanden die Palatino, Aldus und Optima (bereits 1952), die sich schnell etablierten und bis heute weit verbreitet sind. Da die „Optima“ ein sehr klares und zugleich filigranes Schriftbild bot, wurde sie vor allem von der Werbeindustrie gern genutzt. Wie auch bei einigen anderen wurde die Optima von US-amerikanischen Produkträubern illegal kopiert und u. a. für die Beschriftung des Vietnam Veterans Memorial in Washington verwendet.
Erstmals beteiligte sich Zapf mit seinen Arbeiten 1951, gemeinsam mit Fritz Kredel (1900–1973), an einer Ausstellung im New Yorker Cooper Union Museum. Seine erste Einzelausstellung gestaltete er 1952 am Grafiska Institut Stockholm. Im Jahr 1951 heiratete er Gudrun von Hesse, die ebenfalls als Typografin und als Buchbinderin tätig war. Aus der Ehe ging ihr Sohn Christian Ludwig Zapf († 2012) hervor. Die bisherige Lehrtätigkeit weitete Hermann Zapf im internationalen Bereich aus. So hielt er 1954 Vorlesungen an der US-amerikanischen Yale-Universität in seinem Fachgebiet. Im gleichen Jahr erschien sein Buch Manuale Typographicum, das dann 1968 in einer Neuauflage in 18 Sprachen übersetzt wurde.
Ab 1956 arbeitete er wieder als selbständiger Schriftgrafiker und Kalligraf in Frankfurt. Sein Vorlesungsprogramm hielt er 1957 auch an der US-amerikanischen University of California in Los Angeles und erhielt 1960 eine Professur im Fachbereich Grafikdesign als Professor of Graphic Design am Carnegie Institut of Technology an der Carnegie Mellon University in Pittsburgh im US-Bundesstaat Pennsylvania. In Deutschland erledigte er unter anderem Aufträge für den Insel-Verlag, die Büchergilde Gutenberg, den Hanser- und den Verlag Suhrkamp. Für die Letztgenannten entwarf er das Verlagssignet. Eine seiner internationalen Arbeiten als Kalligraf war beispielsweise 1960 die Ausfertigung der Präambel der Charta der Vereinten Nationen in vier Sprachen für die Pierpont Morgan Library in New York. Im gleichen Jahre erschien sein Buch Über Alphabete auf Deutsch und Englisch.
Seit den frühen 1960er Jahren beschäftigte sich Hermann Zapf mit der Kombination von Typografie und Computerprogrammen und gehörte seit dieser Zeit als Mitglied dem International Center for the Typographic Arts (ICTA) an. In Deutschland wurden seine Ideen zum computergestützten Satz damals noch nicht ernst genommen und sogar verlacht. An der US-amerikanischen Harvard University hielt er 1964 Vorlesungen über die Entwicklung von typografischen Computerprogrammen. Zum gleichen Thema referierte er an der Princeton University. Nach einer Vorlesung in den USA im gleichen Jahr war die Universität von Texas in Austin sehr interessiert an Zapf und wollte eigens eine Professur für ihn einrichten. Er lehnte das Angebot ab, da seine Frau nicht ständig in den USA leben wollte.
Im Jahre 1969 entwickelte er die Schrift Hallmark Textura und das pannigerianische Alphabet. Für seine internationalen Leistungen auf dem Gebiet der Schriftentwicklung wurde er Mitte der 1960er Jahre mehrfach ausgezeichnet, so erhielt er 1966 auf der Biennale in Brünn den 1. Preis für Typographie und ein Jahr später die erste Goldmedaille des Type Directors Club of New York. 1969 wurde er in Rochester mit dem Frederic W. Goud Award for Typography ausgezeichnet.
Ab 1971 begann Herman Zapf die Zusammenarbeit mit dem US-amerikanischen Informatiker Donald E. Knuth (* 1938). Die Kooperation erfolgte so, dass Zapf die geeigneten Schriften und Knuth die erforderlichen Satzprogramme auf IT-Basis entwickelte. So arbeitete Zapf an der Entwicklung der Schriften für das von Knuth entwickelte Satzprogramm TeX mit. Das führte beispielsweise zur Entwicklung der Schriftenfamilie Euler für die American Mathematical Society.
1972 erhielt Zapf er einen Lehrauftrag für Typographie an der Technischen Hochschule Darmstadt, den er bis 1981 ausübte. Als erste Universität bot ihm 1976 das Rochester Institute of Technology in Rochester (New York) die Professur für computergestützte Typografie (Professor for Typographic Computer Programms) an, die dort als Fachbereich weltweit erstmals aufgebaut wurde. Er nahm dieses Angebot an und unterrichtete im ständigen Wechsel zwischen Darmstadt und Rochester von 1977 bis 1987 auch am College of Graphic Arts and Photography. Dabei setzte er sich vor allem mit den Anforderungen auseinander, die künstlerischen Vorstellungen der Typografie mit den technischen Bedingungen des Computereinsatzes in Einklang zu bringen. Zusammen mit Knuth gab Zapf 1989 eine Dokumentation zur Schriftenfamilie Euler heraus. Sie umfasst neben den lateinischen Buchstaben eine Griechisch-, eine Fraktur- und eine Schreibschrift. Diese Dokumentation erschien unter dem Titel AMS-Euler. A New Typeface for Mathematics.
Im Jahr 1977 gründete er zusammen mit Aaron Burns und Herb Lubalin die Firma Design Processing International Inc. in New York. Das Ziel war die Entwicklung von Programmen für typographische Strukturen, die auch von Nichtspezialisten bedienbar sein sollten. Die Firma, als dessen Vizepräsident Zapf fungierte, bestand bis 1986. Nach dem Tode Herb Lubalins entstand 1987 die Firma Zapf, Burns & Company. 1991 starb auch Burns, und zwei Angestellte stahlen die Ideen der Firma, um eine eigene Unternehmung zu gründen. Da es nicht praktikabel war, eine New Yorker Firma von Darmstadt aus zu führen, schloss Zapf dann auch diese Firma. Inzwischen hatte sich der deutsche Markt für diese Themen geöffnet. So entwickelte Zapf ab 1986 in einer Kooperation mit der URW Software & Type GmbH in Hamburg das Computerprogramm „hz-Programm“. Dieses enthält mikrotypografische Veränderungen zum besseren Zeilenausgleich. Das europäische Patent, angemeldet 1990, wurde vom US-Softwarekonzern Adobe erworben, der diese Methode in das Layout- und Softwareprogramm InDesign implantierte.
In seinen späten Jahren erweiterte Hermann Zapf seine Palatino-Schrift insbesondere um griechische und kyrillische Zeichen. Zudem arbeitete er die 1993 angefangene Schriftreihe Zapfino aus, die schließlich bei Linotype erschien. Ein weiterer Höhepunkt seiner schriftkünstlerischen Tätigkeit war, dass die Firma Apple 2001 die von ihm entwickelte Schrift Zapfino extra erwarb und durch den japanischen Grafikdesigner Akira Kobayashi (geb. 1960) digitalisieren ließ.
Insgesamt entwarf Zapf in seinem Berufsleben über 200 Druckschriften, die ihn mehr und mehr im In- und Ausland als einen innovativen und begabten deutschen Schriftzeichner bekannt machten. Im Alter von 96 Jahren verstarb Hermann Zapf am 4. Juni 2015 in Darmstadt. Hermann Zapf wurde auf dem Alten Friedhof Darmstadt (Grabnummer: II P 44) bestattet.
Eine bedeutende Sammlung von Schriftentwürfen, Buchgestaltungen und Signeten Hermann Zapfs befindet sich in der Herzog August Bibliothek Wolfenbüttel und kann dort partiell in einer Dauerausstellung besichtigt werden.

## Schriften

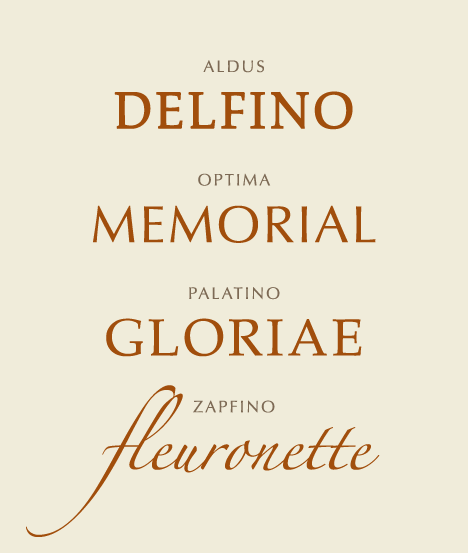
Beispiele für von Hermann Zapf entworfene Schriften

Hermann Zapf entwarf über 200 Schriften. Die bekanntesten davon sind: Palatino, Aldus, Optima, Zapfino, Zapf Book, Zapf Dingbats und Zapf Chancery. Außerdem entwarf er auch einige gebrochene Schriften wie die Gilgengart (1938) und die Hallmark Textura (1969) sowie das pannigerianische Alphabet. Hier eine Liste seiner in der Linotype Library aufgeführten Schriften:
- Aldus (1954)
- Aldus nova (2005) zusammen mit Akira Kobayashi
- AMS Euler (1981)
- Aurelia (1983)
- Edison (1978)
- Kompakt (1954)
- Marconi (1976)
- Medici Script (1971)
- Melior (1952)
- Noris Script (1976)
- Optima (1958)
- Optima nova (2002) zusammen mit Akira Kobayashi
- Orion (1974)
- Palatino (1950)
- Palatino Arabic (2005) zusammen mit Nadine Chahine
- Palatino nova (2005) zusammen mit Akira Kobayashi
- Palatino Sans (2007) zusammen mit Akira Kobayashi
- Palatino Sans Arabic (2010) zusammen mit Nadine Chahine
- Saphir (1953)
- Sistina (1950)
- Vario (1982)
- Virtuosa Classic (2009) zusammen mit Akira Kobayashi
- Venture (1969)
- Linotype Zapf Essentials (2002)
- Zapfino (1998)
- Zapfino Extra (2003) zusammen mit Akira Kobayashi
- ITC Zapf Chancery (1979)
- ITC Zapf International (1976)
- ITC Zapf Book (1976)
- Zapf Renaissance Antiqua (1984–1987)
- ITC Zapf Dingbats (1978)

## Ehrungen und Auszeichnungen
- 1962: Médaille d’argent, Ministère de l’instruction Publique Belgique, Brüssel
- 1966: 1. Preis für Typographie der Biennale Brno, Brünn
- 1967: Type Directors Club Medal des Type Directors Club of New York (1. Goldmedaille)
- 1969: Frederic W. Coudy Award for Typography, Rochester Institute of Technology, Rochester (New York)
- 1970: Honorary Citizem, State of Texas, Austin
- 1971: Silbermedaille der Internationalen Buchkunst-Ausstellung in Leipzig
- 1974: Gutenberg-Preis der Gutenberg-Gesellschaft, Mainz
- 1975: Gold Medal, Museo Bodoniano, Parma
- 2000: Ehrenmitglied der Deutschsprachigen Anwendervereinigung TeX
- 2003: SoTA Typography Award der Society of Typographic Aficionados in Chicago
- 2003: Korrespondierendes Mitglied im Grolier Club.
- 2007: Goethe-Plakette des Landes Hessen
- 2010: Verdienstkreuz 1. Klasse („Bundesverdienstkreuz“)
- 2016: posthum (mit seiner Frau Gudrun Zapf-von Hesse) Kunstpreis der Ike und Berthold Roland-Stiftung.
- 2025: Ein Weg (Gudrun-und-Hermann-Zapf-Weg) in Darmstadt ist nach dem Ehepaar Zapf benannt worden (49° 52′ 5,5″ N, 8° 38′ 17,2″ O).[5]

## Veröffentlichungen (Auswahl)
- Manuale Typographicum. 1954 (in 16 Sprachen); Neuauflage (in 18 Sprachen) 1968.
- Über Alphabete. 1960.
- Typographische Variationen. 1963.
- Hunt Roman. Birth of a Type. 1962.
- About Alphabets. 1970.
- Orbis Typographicus. 1980.
- Alphabetgeschichten. Eine Chronik technischer Entwicklungen. Mergenthaler Edition/Linotype, Bad Homburg 2007, ISBN 3-9810319-5-4.

## Film
- The Art of Hermann Zapf. Hallmark Prod., Kansas City 1967.